# Église Saint-Médard de Prisces
L'église Saint-Médard est une église catholique située à Prisces, en France.

## Localisation
L'église est située dans le département français de l'Aisne, sur la commune de Prisces.

## Historique
L'édifice est classé au titre des monuments historiques en 1994.

### Galerie

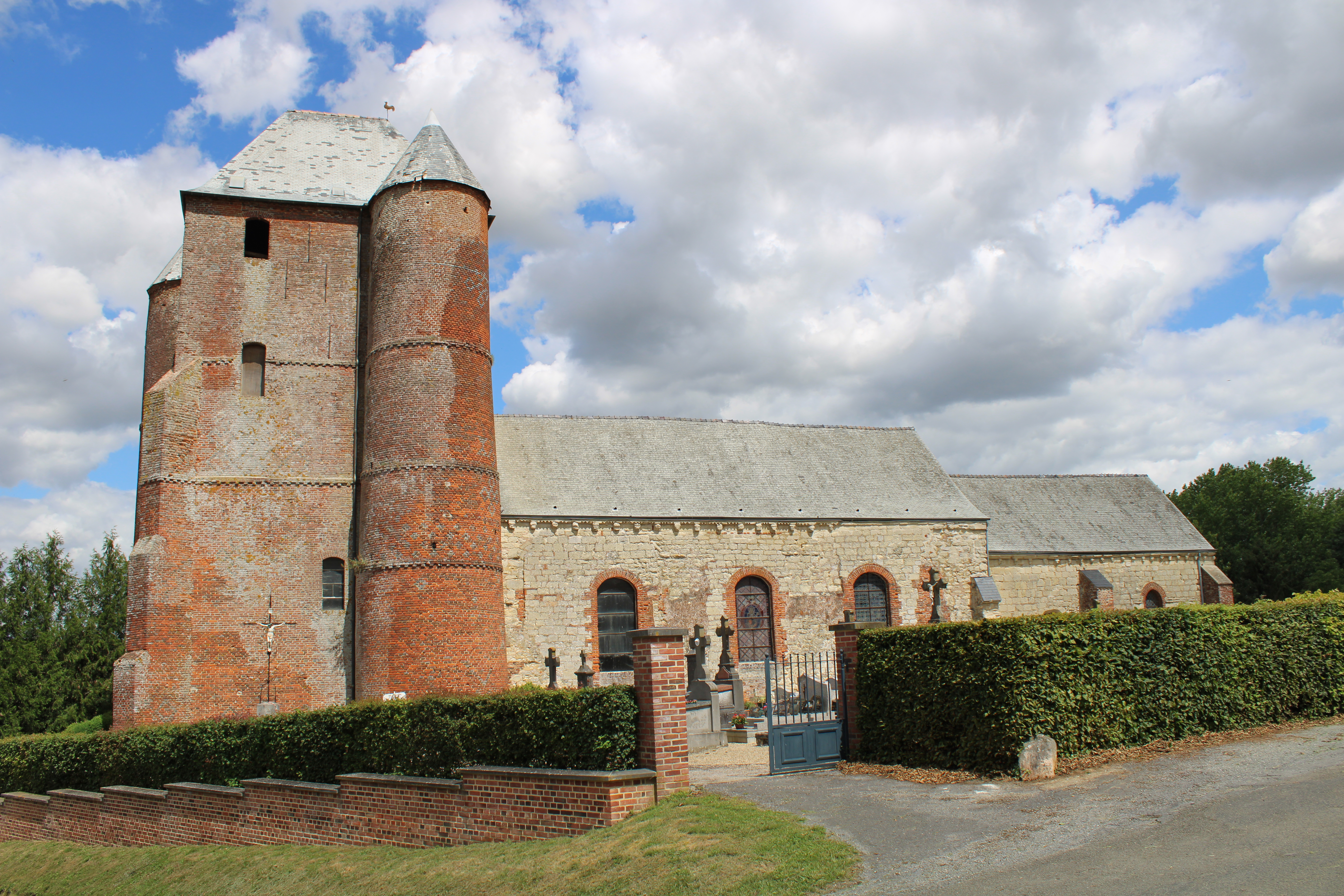
.
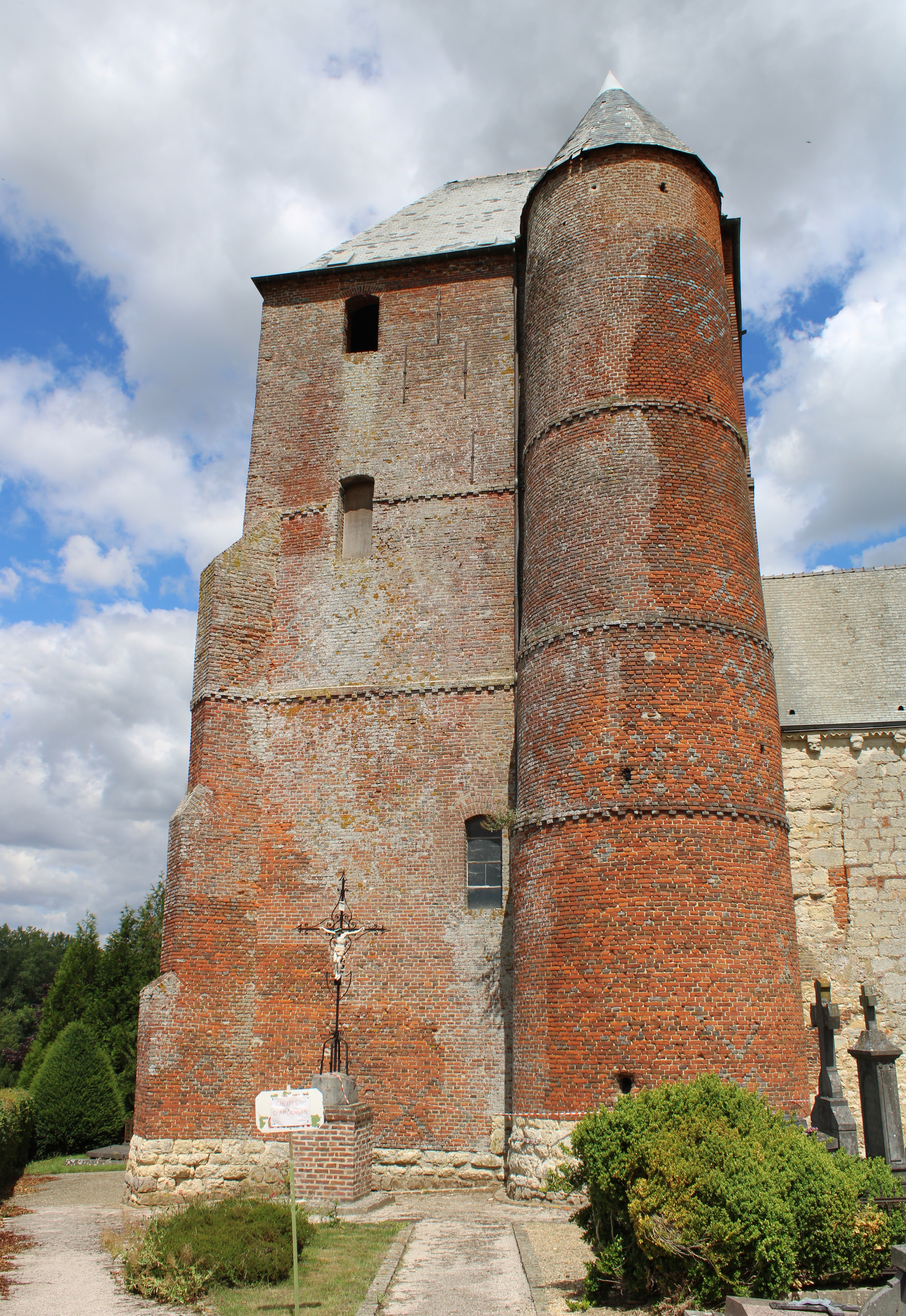
.
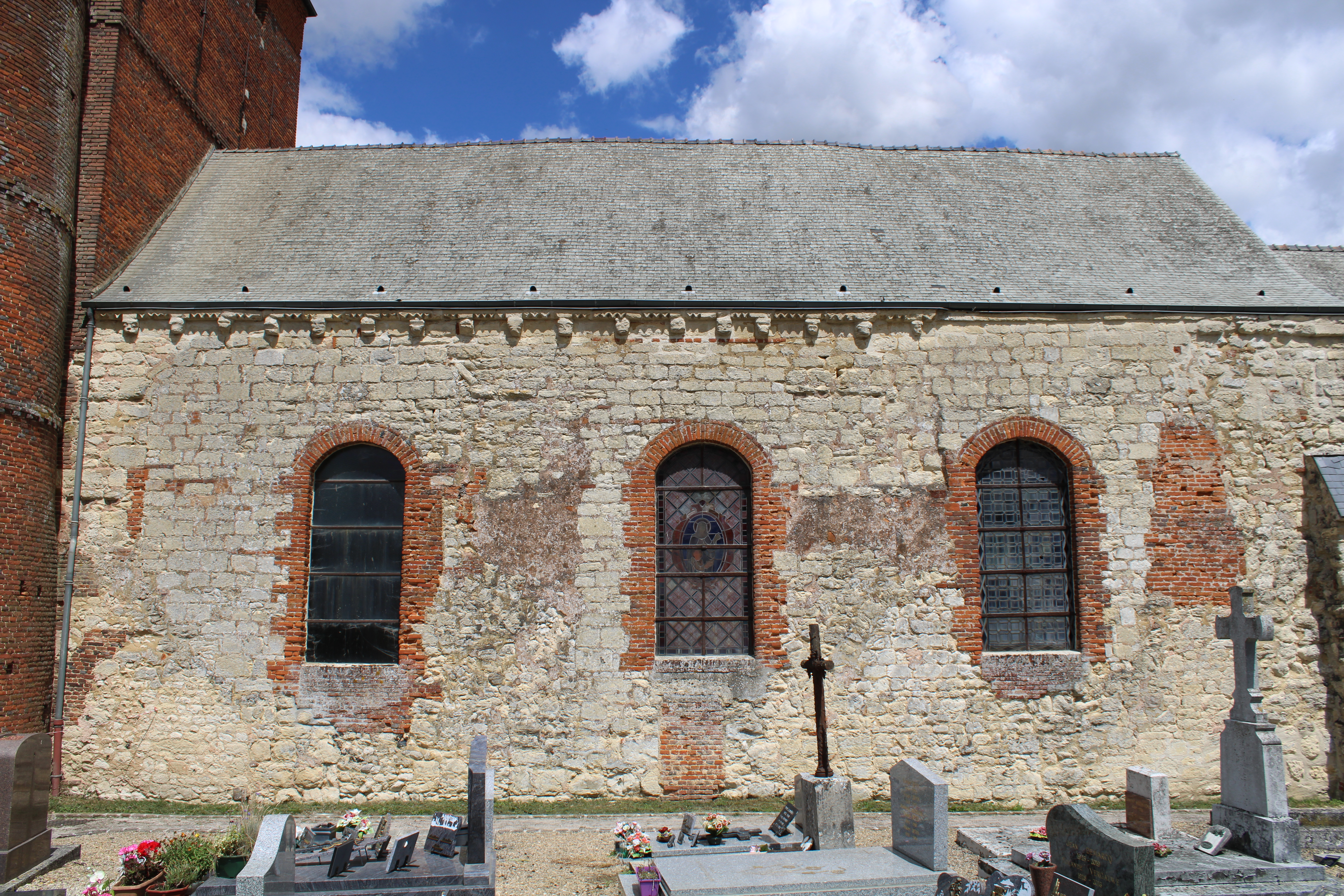
.
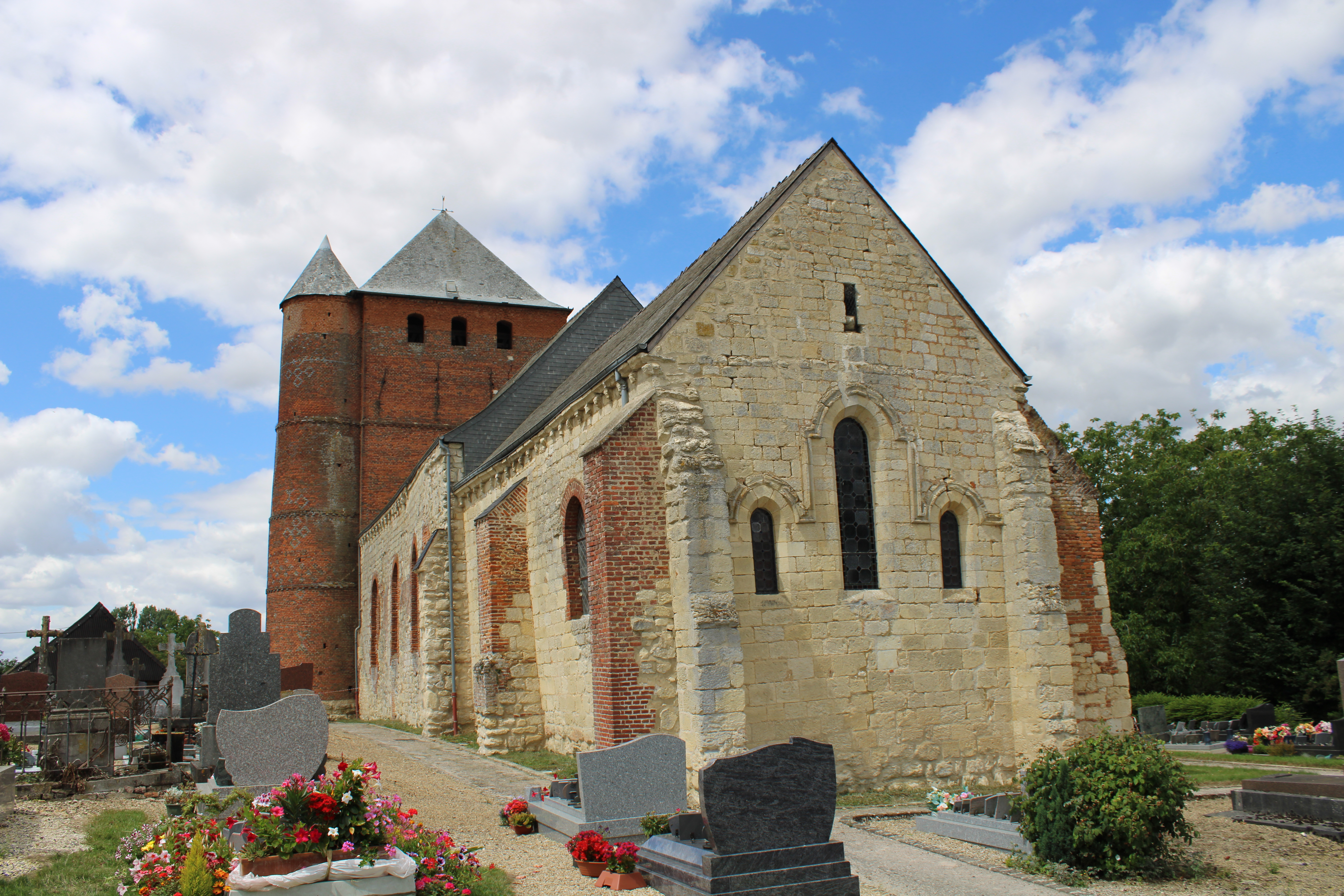
.
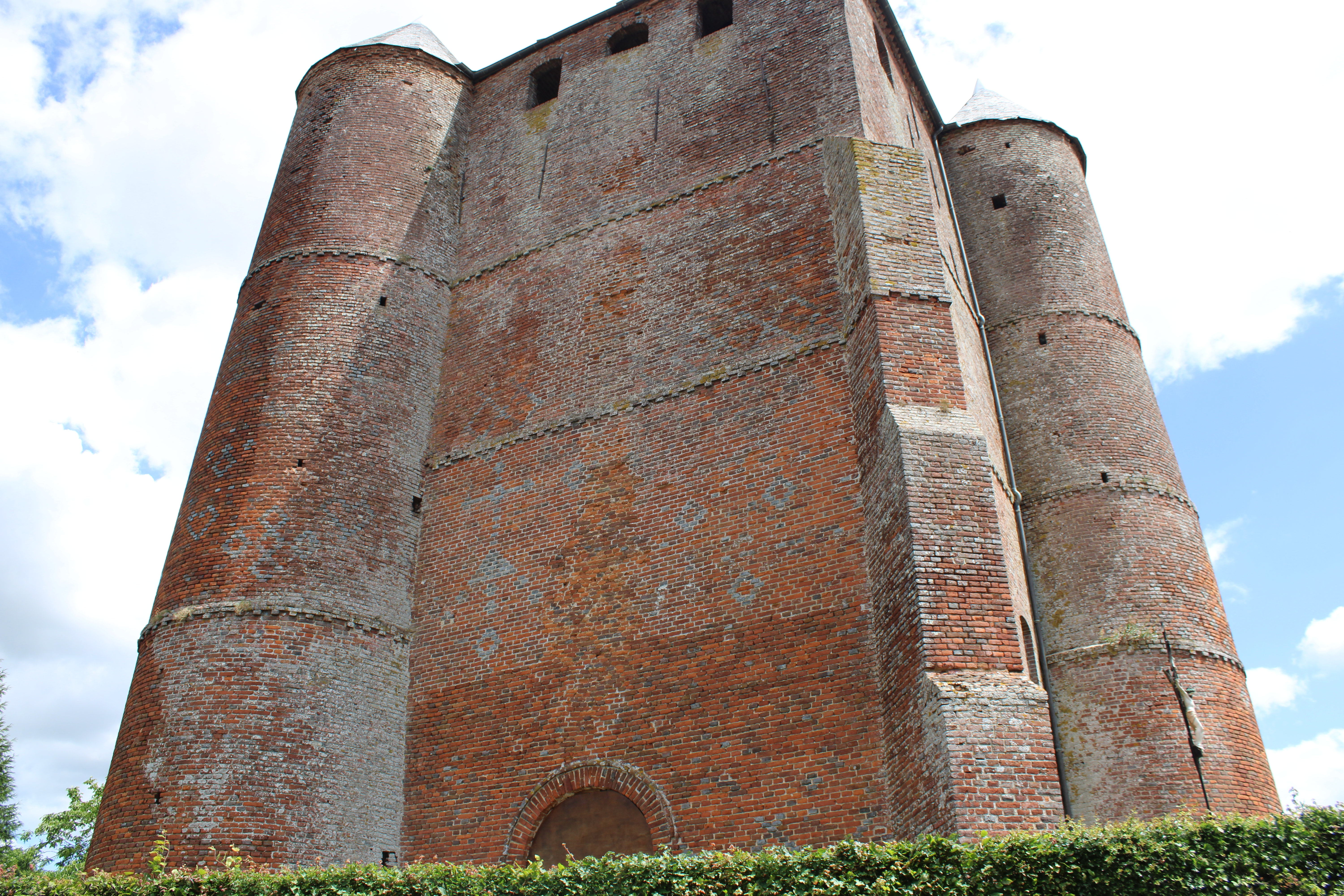
.
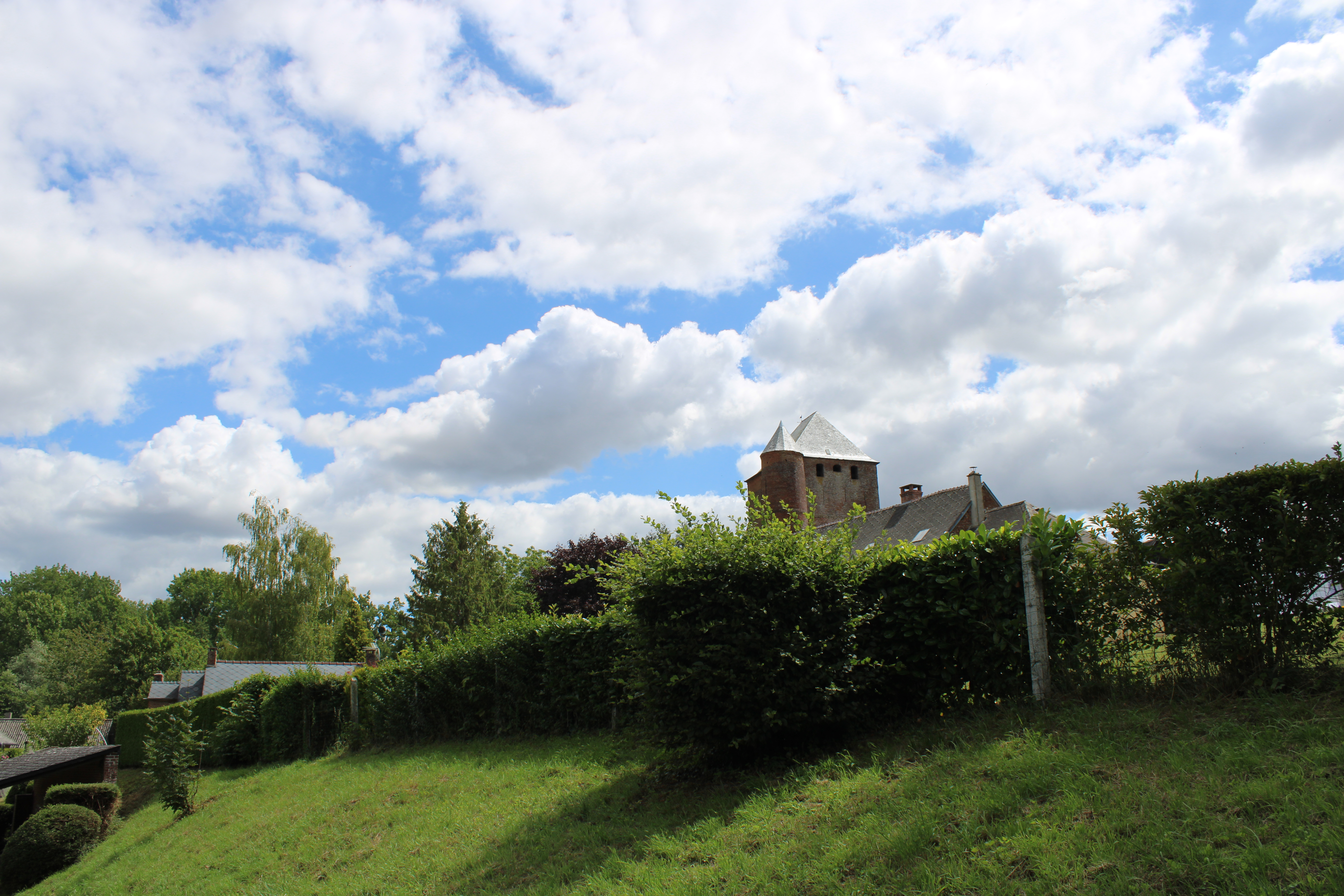
.
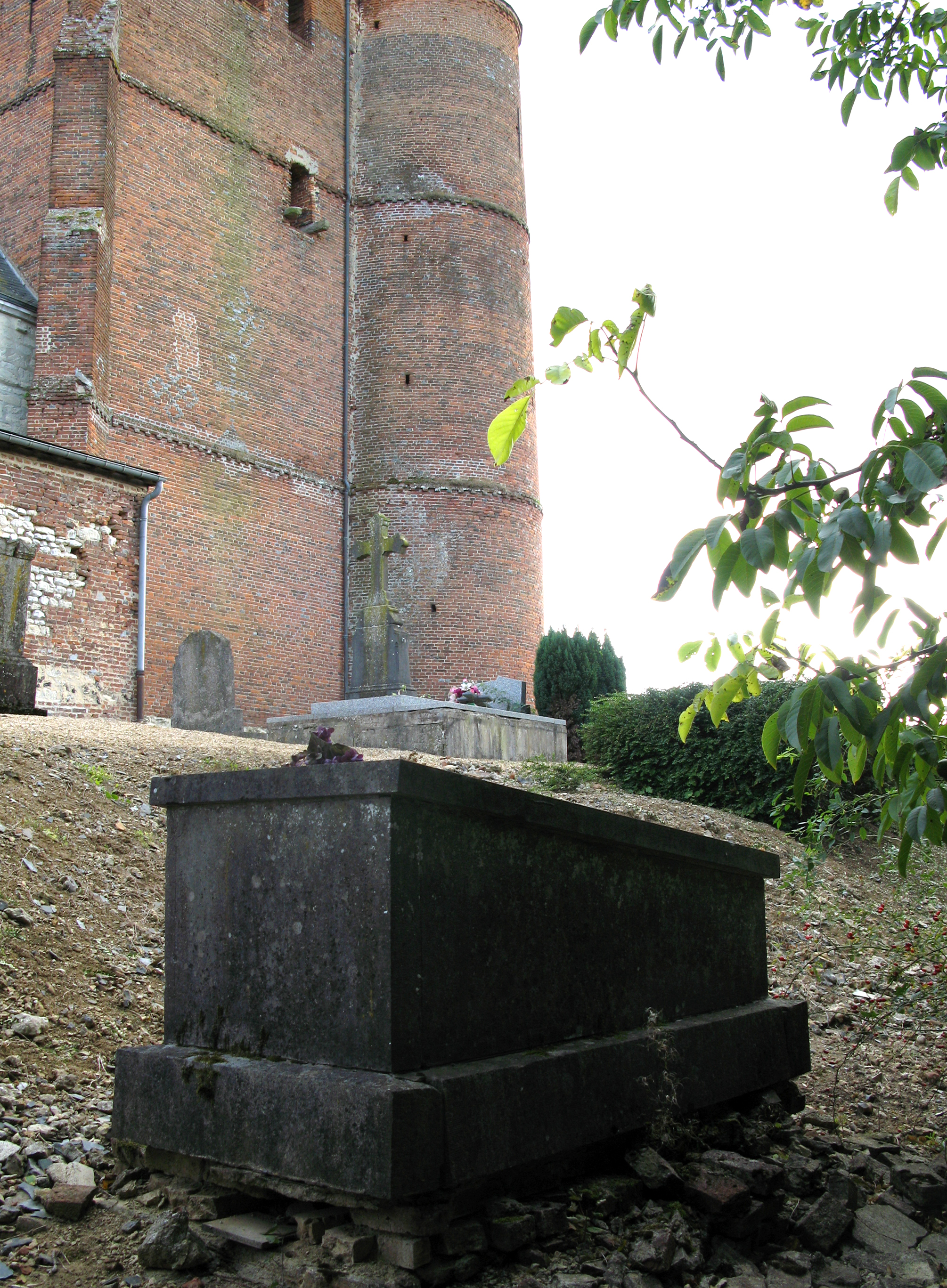
Comme à Burelles et Hary, la protection sur le côté nord de l'édifice contre les attaquants était d'abord assurée naturellement, par la déclivité du terrain.